# Hebetula imparunguis
Hebetula imparunguis är en tvåvingeart som först beskrevs av Jean-Jacques Kieffer 1917.  Hebetula imparunguis ingår i släktet Hebetula och familjen svidknott. Inga underarter finns listade i Catalogue of Life.